# Vernon River (Île-du-Prince-Édouard)
Vernon River est une communauté dans le comté de Queens sur l'Île-du-Prince-Édouard, au Canada, au nord-ouest de Montague.